# فيلق الشرطة الوطنية (إسبانيا)
فيلق الشرطة الوطنية (بالإسبانية: Cuerpo Nacional de Policía)‏ هو جهاز الشرطة المدنية الوطنية في إسبانيا. هو المسؤول بشكل أساس عن حفظ الأمن في المناطق الحضرية. يعمل الفيلق تحت سلطة وزارة الداخلية الإسبانية.
يتعاملون في الغالب مع التحقيقات الجنائية والقضاء والإرهاب وشؤون الهجرة. تختلف صلاحيات فيلق الشرطة الوطنية باختلاف المناطق التي تتمتع بالحكم الذاتي، وتعتبر (Ertzaintza) في إقليم الباسك و(Mossos d'Esquadra) في كتالونيا وكالتي الشرطة الأساسية. في منطقة نبرة يشتركان في بعض الواجبات بالاشتراك مع (Policía Foral).

## معرض صور
- Citroën C4 Picasso
- مرسيدس بنز سبرينتر
- يوروكوبتر إي سي 120 كوليبري
- أورو فامتاك
- Citroën Jumpy